# Cabin Fever (película de 2016)
Cabin Fever es una película estadounidense de terror dirigida por Travis Zariwny (bajo el seudónimo de Travis Z) y escrita por Eli Roth. Un remake de la película homónima dirigida por Roth en 2002, es protagonizada por Samuel Davis, Gage Golightly, Matthew Daddario, Nadine Crocker y Dustin Ingram. Es la cuarta entrega de Cabin Fever (saga). La película fue estrenada el 12 de febrero de 2016 por IFC Midnight. Eli Roth, escritor y director de la película original, actúa como coescritor y productor ejecutivo.

## Reparto
- Samuel Davis como Paul.
- Gage Golightly como Karen.
- Matthew Daddario como Jeff.
- Nadine Crocker como Marcy.
- Dustin Ingram como Bert.
- Randy Schulman como Henry.
- George Griffith como Cadwell.
- Derrick R. Means como Dennis.
- Louise Linton como Deputy Winston.
- Timothy G. Zajaros como Camper Grimm w/dog Dr. Rambo
- Aaron Trainor como Tommy.
- Jason Rouse como Fenster.
- Benton Morris como Baily.
- Laura Kenny como Hog lady.

## Producción

### Desarrollo
Inicialmente, se planeó una cuarta película, titulada Outbreak, con la historia en un crucero.  Se suponía que la película se filmaría junto a Cabin Fever: Patient Zero, pero estos planes finalmente fracasaron y se formó la idea de un remake.

### Escritura
La película utiliza el mismo guion que la original de Roth, aunque el director Travis Zariwny redujo el número de páginas de 134 a solo 92. Zariwny también discutió e incorporó los aspectos que Roth quería incluir en el original, pero no pudo. Un cambio es que el diputado Winston, un hombre (interpretado por Giuseppe Andrews) en la primera y segunda película, ahora es interpretado por una mujer (Louise Linton). Zariwny afirmó que hizo esta elección porque "no había manera de que yo emulara el desempeño de Giuseppe".

### Rodaje
La fotografía principal tuvo lugar en Portland, Oregón, en febrero de 2015.

## Estreno
En septiembre de 2015, IFC Midnight adquirió los derechos de distribución de la película en Norteamérica. La película se estrenó de forma limitada y en vídeo bajo demanda el 12 de febrero de 2016.